# Herbert Stettberger
Herbert Stettberger (* 1964 in München) ist ein deutscher katholischer Theologe und  Religionspädagoge.

## Leben und Wirken
Stettberger studierte von 1985 bis 1990 an der Ludwig-Maximilians-Universität München das Lehramt an Gymnasien mit den Fächern Katholische Theologie, Germanistik und Philosophie. 1993 wurde er dann in germanistischer Linguistik zum Doktor der Philosophie promoviert und erreichte 1995 den Grad eines Lizenziaten in Theologie. Ein Jahr später schloss er seine Schulpraktische Ausbildung als Gymnasiallehrer für Theologie und Deutsch mit dem 2. Staatsexamen ab und betreute in den zwei Folgejahren Studienreferendare in Erlangen. 1999 wurde er dort zum Oberstudienrat ernannt und zum Wissenschaftlichen Mitarbeiter der LMU bestellt, wo er 2004 zum Doktor der Theologie promoviert wurde. Er erhielt den Posten des Fachbereichsleiters für Fortbildungen im Schulreferat des Erzbischöflichen Ordinariats München. 2006 und 2007 folgten die Ernennungen zum Akademischen Rat und Oberrat an der LMU München, bevor er 2008 an der Pädagogischen Hochschule Heidelberg eine Vertretungsprofessur übernahm.
Herbert Stettberger hat neben einigen Büchern zahlreiche wissenschaftliche Aufsätze und Rezensionen veröffentlicht.

## Auszeichnungen
- Johann-Michael-Sailer-Preis (2004) für seine Promotionsarbeit in Theologie

## Schriften
- Zur Semantik der sog. Kopulaverben. Eine begriffsdefinitorische Herleitung und Untersuchung der Verben sein, werden und bleiben vom kognitiv-linguistischen Standpunkt aus. Frankfurt am Main / Berlin / Bern / New York / Paris / Wien 1993
- Alles geben – nichts haben? Eine kognitiv-linguistisch orientierte Studie zur Besitzethik im lukanischen Doppelwerk. Freiburg / Basel / Wien 2005
- Mahlmetaphorik im Evangelium des Lukas. Eine gattungskritische Untersuchung zur didaktischen Konzeption. Münster / Hamburg / Berlin / London 2005
- mit S. Leimgruber: Mission und Dialog. Impulse von Franz Xaver. Religion betrifft uns Nr. 4, Aachen 2002
- mit S. Leimgruber: Franz Xaver (1506-1552) – Schutzpatron Indiens und Fürsprecher Japans. Unterrichtshilfen für Schule und Religionsunterricht. PDF-Datei, München 2003
- als Herausgeber: Prinzip Subversive Hoffnung. Religiöses Lernen für die Eine Welt. Münster / Hamburg / Berlin / London 2004
- als Herausgeber: Was die Bibel mir erzählt. Aktuelle exegetische und religionsdidaktische Streiflichter auf ausgewählte Bibeltexte. FS Prof. Franz Laub, Münster / Hamburg / Berlin / London 2005